# Noah Beery junior

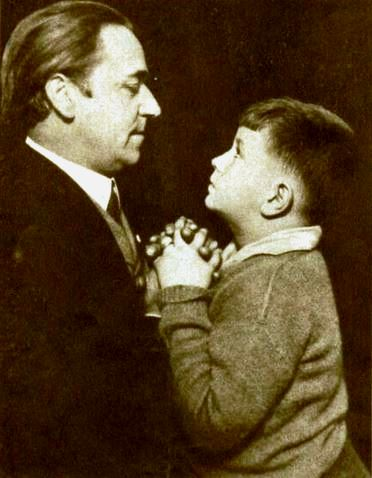
Noah Beery Jr. als Kind mit seinem gleichnamigen Vater (1922)

Noah Lindsey Beery (* 10. August 1913 in New York City, New York; † 1. November 1994 in Tehachapi, Kalifornien) war ein US-amerikanischer Film- und Fernsehschauspieler. Er spielte in über 100 Film- und Fernsehproduktionen mit und war über 65 Jahre lang als Schauspieler tätig.

## Leben
Im Alter von sieben Jahren spielte Noah Beery junior neben seinem Vater Noah Beery eine kleine Rolle in dem Stummfilm Das Zeichen des Zorro. Neben seinem Vater war er auch mit seinem Onkel Wallace Beery in seiner Jugendzeit oftmals auf der Leinwand zu sehen. Er avancierte zu einem oftmals gebuchten Nebendarsteller in Westernfilmen in den 1930er- und 1940er-Jahren.
Mit steigendem Interesse an Fernsehproduktionen wurde Noah ein gefragter Seriendarsteller, der beispielsweise in der populären Serie Corky und der Zirkus und in Rauchende Colts zu sehen war. Seine Paraderolle ist aber die Figur des Joseph „Rocky“ Rockford, Vater von Detektiv Rockford (James Garner), in der Serie Detektiv Rockford – Anruf genügt aus den 1970er-Jahren. Für diese Rolle erhielt er zwei Emmy-Nominierungen.
Sein schlechter Gesundheitszustand führte 1985 dazu, dass er seinen Beruf als Schauspieler aufgeben musste. Einen seiner letzten Auftritte hatte er in der Folge Dunkle Vergangenheit der Krimiserie Mord ist ihr Hobby. Noah Beery junior verstarb im Alter von 81 Jahren an den Folgen einer Thrombose im Gehirn. Er hinterließ drei Kinder aus erster Ehe mit Schauspielerin Maxine Jones und seine zweite Ehefrau Lisa.

## Filmografie (Auswahl)
- 1920: The Mutiny of the Elsinore
- 1920: Das Zeichen des Zorro (The Mark of Zorro)
- 1922: Der Klub der Unterirdischen (Penrod)
- 1929: Gold Diggers of Broadway
- 1930: Hölle hinter Gittern (The Big House)
- 1932: Heroes of the West
- 1933: Die drei Musketiere (The Three Musketeers)
- 1934: Sie töten für Gold (The Trail Beyond)
- 1935: The Call of the Savage
- 1937: The Road Back
- 1939: S.O.S. Feuer an Bord (Only Angels Have Wings)
- 1939: Von Mäusen und Menschen (Of Mice and Men)
- 1941: Riders of Death Valley
- 1941: Sergeant York
- 1941: Tanks a Million
- 1941: All-American Co-Ed
- 1943: Unternehmen Donnerschlag (‘Gung Ho!’)
- 1945: Under Western Skies
- 1948: Der Colt sitzt locker (Indian Agent)
- 1948: Red River
- 1949: Banditen am Scheideweg (The Doolins of Oklahoma)
- 1950: Auf dem Kriegspfad (Davy Crockett, Indian Scout)
- 1950: Rakete Mond startet (Rocketship X M)
- 1950: Vorposten in Wildwest (Two Flags West)
- 1950: Terror über Colorado (The Savage Horde)
- 1951: Sein letzter Verrat (The Last Outpost)
- 1951: Grenzpolizei in Texas (The Texas Rangers)
- 1952: Flucht vor dem Tode (The Cimarron Kid)
- 1954: Die weiße Feder (White Feather)
- 1956: Die erste Kugel trifft (The Fastest Gun Alive)
- 1956–1957: Corky und der Zirkus (Circus Boy)
- 1957: Fahrkarte ins Jenseits (Decision at Sundown)
- 1960: Er kam, sah und siegte (Guns of the Timberland)
- 1960: Wer den Wind sät (Inherit the Wind)
- 1961: Josh (Wanted: Dead Or Alive) (Fernsehserie, 4 Folgen)
- 1964: Der mysteriöse Dr. Lao (7 Faces of Dr. Lao)
- 1967: Hondo (Fernsehserie, 17 Folgen)
- 1970: Stromer der Landstraße (Little Fauss and Big Halsy)
- 1973: Der Große aus dem Dunkeln (Walking Tall)
- 1974: Vier Vögel am Galgen (The Spikes Gang)
- 1974–1980: Detektiv Rockford – Anruf genügt (The Rockford Files, Fernsehserie, 121 Folgen)
- 1980: Magnum (Fernsehserie, Folge 1x13 All Roads Lead to Floyd)
- 1982: Waltz Across Texas
- 1982: Das schönste Freudenhaus in Texas (The Best Little Whorehouse in Texas)
- 1982: Die unheimlichen Zwei (The Mysterious Two)
- 1983–1984: Kampf um Yellow Rose (The Yellow Rose) (Fernsehserie, 22 Folgen)
- 1985: Mord ist ihr Hobby (Murder, She Wrote, Fernsehserie, 1 Folge)